# Corazones sin rumbo
Corazones sin rumbo é uma telenovela mexicana, produzida pela Televisa e exibida em 1980 pelo El Canal de las Estrellas.
Foi a última mininovela exibidas às segundas-feiras do horário das 17h.

## Elenco
- Beatriz Aguirre - Lorenza
- Víctor Alcocer - Esteban
- Humberto Cabañas - Taruffi
- Silvia Caos - Concha
- Eloisa Capilla - Chabela
- Ernesto Casillas - Cura
- Florencio Castelló - Don José
- Antonio Castro - Carlos
- Rocío Chazaro - La Chata